# Dolomedes machadoi
Dolomedes machadoi là một loài nhện trong họ Pisauridae.
Loài này thuộc chi Dolomedes. Dolomedes machadoi được Carl Friedrich Roewer miêu tả năm 1955.